# Amphiagrion
Amphiagrion is een geslacht van libellen (Odonata) uit de familie van de waterjuffers (Coenagrionidae).

## Soorten
Amphiagrion omvat 2 soorten:
- Amphiagrion abbreviatum (Selys, 1876)
- Amphiagrion saucium (Burmeister, 1839)